# Belemniastis attidates
Belemniastis attidates är en fjärilsart som beskrevs av Druce 1900. Belemniastis attidates ingår i släktet Belemniastis och familjen björnspinnare. Inga underarter finns listade i Catalogue of Life.